# Franciscus Buratti
Franciscus Buratti (nascido em 1582) foi um prelado católico romano que serviu como bispo de Vulturara e Montecorvino (1623).

## Biografia
Franciscus Buratti nasceu em 1582 e foi ordenado sacerdote na Ordem dos Pregadores. No dia 10 de maio de 1623, foi nomeado durante o papado de Gregório XV como Bispo de Vulturara e Montecorvino. A 21 de maio de 1623, foi consagrado bispo por Marco Antonio Gozzadini, Cardeal-Sacerdote de Sant'Eusebio, com Virgilio Cappone, Bispo de Mileto, e Alessandro Bosco, Bispo de Gerace, servindo como co-consagradores. Foi substituído como Bispo de Vulturara e Montecorvino no mesmo ano da nomeação por Tommaso Carafa.